# Le Livre des Martyrs
Le Livre des Martyrs (titre original : Book of the Fallen) est une série de dix romans de fantasy écrits par l'auteur canadien Steven Erikson. 
La série, publiée par Bantam Books au Royaume-Uni, Tor Books aux États-Unis et les éditions Leha en France, se compose de dix volumes, commençant par Les Jardins de la Lune (1999) et se terminant par Le Dieu estropié (2011). La série de Steven Erikson présente les récits d'un large éventail de personnages s'étendant sur des milliers d'années à travers plusieurs continents.
Lors d'une première édition, la série a été nommée en français le Le Livre malazéen des glorieux défunts.

## Univers
L'Univers Malazéen a été cocréé par Steven Erikson et Ian Esslemont dans les années 1980.
En 2004, Ian Esslemont a commencé à publier sa propre série de six romans dans le même monde. 

## Liste des romans
| #    | Titre VF                          | Titre VO                      | Série                                     | Auteur         | Année de publication |
| ---- | --------------------------------- | ----------------------------- | ----------------------------------------- | -------------- | -------------------- |
| 1.1  | Les Jardins de la Lune            | Gardens of the Moon           | Le Livre des Martyrs                      | Steven Erikson | 1999                 |
| 1.2  | Les Portes de la Maison des Morts | Deadhouse Gates               | Le Livre des Martyrs                      | Steven Erikson | 2000                 |
| 1.3  | Les Souvenirs de la glace         | Memories of Ice               | Le Livre des Martyrs                      | Steven Erikson | 2001                 |
| 1.4  | La Maison des Chaînes             | House of Chains               | Le Livre des Martyrs                      | Steven Erikson | 2002                 |
| 1.5  | Les Marées de minuit              | Midnight Tides                | Le Livre des Martyrs                      | Steven Erikson | 2004                 |
| 1.6  | Les Osseleurs                     | The Bonehunters               | Le Livre des Martyrs                      | Steven Erikson | 2006                 |
| 1.7  | Le Souffle du Moissonneur         | Reaper's Gale                 | Le Livre des Martyrs                      | Steven Erikson | 2007                 |
| 1.8  | La Rançon des molosses            | Toll the Hounds               | Le Livre des Martyrs                      | Steven Erikson | 2008                 |
| 1.9  | La Poussière des rêves            | Dust of Dreams                | Le Livre des Martyrs                      | Steven Erikson | 2009                 |
| 1.10 | Le Dieu Estropié                  | The Crippled God              | Le Livre des Martyrs                      | Steven Erikson | 2011                 |
| 2.1  | La Complainte de Danseur          | Dancer's Lament               | La Voie de l'Ascendance                   | Ian Esslemont  | 2016                 |
| 2.2  | Le Seuil de la Maison des Morts   | Deadhouse Landing             | La Voie de l'Ascendance                   | Ian Esslemont  | 2017                 |
| 2.3  | La Quête de Kellanved             | Kellanved's Reach             | La Voie de l'Ascendance                   | Ian Esslemont  | 2019                 |
| 2.4  |                                   | Forge of the High Mage        | La Voie de l'Ascendance                   | Ian Esslemont  | 2023                 |
| 2.5  |                                   |                               | La Voie de l'Ascendance                   | Ian Esslemont  | Annoncé              |
| 2.6  |                                   |                               | La Voie de l'Ascendance                   | Ian Esslemont  | Annoncé              |
| 3.1  |                                   | Night of Knives               | Novels of the Malazan Empire              | Ian Esslemont  | 2005                 |
| 3.2  |                                   | Return of the Crimson Guard   | Novels of the Malazan Empire              | Ian Esslemont  | 2008                 |
| 3.3  |                                   | Stonewielder                  | Novels of the Malazan Empire              | Ian Esslemont  | 2010                 |
| 3.4  |                                   | Orb Sceptre Throne            | Novels of the Malazan Empire              | Ian Esslemont  | 2012                 |
| 3.5  |                                   | Blood and Bone                | Novels of the Malazan Empire              | Ian Esslemont  | 2012                 |
| 3.6  |                                   | Assail                        | Novels of the Malazan Empire              | Ian Esslemont  | 2014                 |
| 4.1  |                                   | Forge of Darkness             | The Kharkanas Trilogy                     | Steven Erikson | 2012                 |
| 4.2  |                                   | Fall of Light                 | The Kharkanas Trilogy                     | Steven Erikson | 2016                 |
| 4.3  |                                   | Walk in Shadow                | The Kharkanas Trilogy                     | Steven Erikson | Annoncé              |
| 5.1  |                                   | The God Is Not Willing        | Witness                                   | Steven Erikson | 2021                 |
| 5.2  |                                   | No Life Forsaken              | Witness                                   | Steven Erikson | 2025                 |
| 5.3  |                                   | Legacies of Betrayal          | Witness                                   | Steven Erikson | Annoncé              |
| 5.4  |                                   |                               | Witness                                   | Steven Erikson | Annoncé              |
| 6.1  |                                   | Blood Follows                 | The Tales of Bauchelain and Korbal Broach | Steven Erikson | 2002                 |
| 6.2  |                                   | The Healthy Dead              | The Tales of Bauchelain and Korbal Broach | Steven Erikson | 2004                 |
| 6.3  |                                   | The Lees of Laughter's End    | The Tales of Bauchelain and Korbal Broach | Steven Erikson | 2007                 |
| 6.4  |                                   | Crack'd Pot Trail             | The Tales of Bauchelain and Korbal Broach | Steven Erikson | 2009                 |
| 6.5  |                                   | The Wurms of Blearmouth       | The Tales of Bauchelain and Korbal Broach | Steven Erikson | 2012                 |
| 6.6  |                                   | The Fiends of Nightmaria      | The Tales of Bauchelain and Korbal Broach | Steven Erikson | 2016                 |
| 6.7  |                                   | Upon a Dark of Evil Overlords | The Tales of Bauchelain and Korbal Broach | Steven Erikson | 2020                 |
| 6.8  |                                   | Time's Cursed Cartwheel       | The Tales of Bauchelain and Korbal Broach | Steven Erikson | Annoncé              |
| 6.9  |                                   |                               | The Tales of Bauchelain and Korbal Broach | Steven Erikson | Annoncé              |